# München Rugby Football Club
Der München Rugby Football Club (MRFC) ist ein 1977 gegründeter Rugbyverein aus München.
Die 1. Herrenmannschaft spielt seit 2022 in der 1. Bundesliga, die 2. Herrenmannschaft seit der Gründung des Bayerischen Rugby Verbandes in der Regionalliga. Die Frauenmannschaften spielen sowohl in der 1. Bundesliga, als auch in der Regionalliga Süd (Sevens). Weiterhin existiert eine Jugendmannschaft, Kindermannschaften und eine Old Boys Mannschaft (MOB). Der MRFC ist der erste Rugbyklub Bayerns und war maßgebend an der Gründung des Rugby Verbandes Bayern beteiligt.
Seit 2009 ist der Verein Mitglied im Bayerischen Landes-Sportverband. Seit Februar 2008 gibt es auch einen Förderverein, der ausschließlich und unmittelbar gemeinnützige Zwecke im Sinne des Abschnittes „steuerbegünstigte Zwecke“ der Abgabenordnung verfolgt. So wurden verschiedene Schulprojekte unterstützt und die Teilnahme verschiedener Jugendmannschaften an überregionalen Veranstaltungen ermöglicht. Ein Beispiel: 1. SC Gröbenzell – Rugby Turnier in Nürnberg am 2. Oktober 2011 für 4- bis 13-Jährige.

## Erfolge Männer
- 1. Bundesliga: 2002/2003 (Gesamtdeutsche Liga mit 8 Mannschaften)
- 1. Bundesliga Süd: 2000/II
- Deutscher Zweitliga-Meister: 2001/2002
- Meister 2. Bundesliga Süd: 1998, 2002, 2016
- Süddeutscher Meister: 1991, 1992, 1994
- Regionalliga: Meister Bayern: 1996, 2000, 2001, 2016
- Bayrischer 15er-Meister: 1996, 1998, 2003, 2004
- Bayerischer 7er-Meister: 1998, 2001, 2003, 2004, 2008, 2009, 2010
- Bayerischer Pokalsieger: 1998, 2004
- Aufstieg in die 2. Bundesliga: 1992
- Gewinner Oktoberfest Sevens: 1993

## Erfolge Frauen
- Bayerischer Meister: 2005
- Vizemeister 2. Bundesliga: 2008

## Plate of Honour
- 1999: David Pounder
- 1999: Manfred Preitnegger
- 1999: Martina Lowther
- 1999: Maurizio Casteller
- 1999: Helmut Kraiger
- 2000: Les Williams
- 2000: Jason Hunt
- 2000: Trixi Tuite
- 2001: Yvonne Schwarzkopf
- 2001: Fergus Tuite
- 2001: Miles Lowther
- 2002: Maren Warhonowicz
- 2002: Martin Krüger
- 2002: Jerome Prieto
- 2003: Rory Donoghue
- 2003: Mick Wallace
- 2004: Götz Köthe
- 2004: Heinz-Jürgen Seip
- 2004: Michael Warren †
- 2006: Thomas Hensel
- 2006: Alex Loders
- 2007: Tobias Dassinger
- 2010: Alan Moughty
- 2010: Gerriet Ehlers